# 马鹿塘水电站
马鹿塘水电站位于中国云南省文山壮族苗族自治州麻栗坡县天保镇（原为南温河乡）分水岭村委会桥头村小组西北的盘龙河上，为盘龙河干流十级开发方案中的第八级。
马鹿塘水电站一期工程于2002年1月10日开工建设，首台机组2004年10月投产发电。二期工程于2010年5月建成投产。电站大坝为混凝土面板堆石坝，最大坝高149米，坝顶长514米。水库设计正常蓄水位627米，总库容5.066亿立方米，面积10.40平方千米，回水长度24.66千米。电站总装机容量400兆瓦，年均发电量18.18亿千瓦时。马鹿塘电站是目前文山州境内装机容量最大的水电站。